# 文童青年駅
文童青年駅（イチョンチョンニョンえき）は、
朝鮮民主主義人民共和国江原道伊川郡にある、朝鮮民主主義人民共和国鉄道省の駅である。

## 隣の駅
朝鮮民主主義人民共和国鉄道省
青年伊川線
伊川青年駅 - 文童青年駅 - 板橋駅